# Ceresola
Ceresola (en aragonés Zresola) es una localidad española perteneciente al municipio de Sabiñánigo, en la comarca del Alto Gállego, provincia de Huesca, Aragón. 
| 5          | 4 | 5 |
| (Fuente: ) |   |   |

## Geografía
Se accede por un camino que comienza en el kilómetro 22 de la ruta A-1604 (transitando en dirección a Boltaña, el empalme se encuentra poco después de pasar por Molino de Villobas).

## Historia
El caserío de Ceresola se encuentra en su mayor parte en ruinas, de modo que su población actual es muy escasa. El registro del INE para el año 2022 es de solo 5 habitantes (cuatro hombres y una mujer). Sobre las edificaciones ruinosas destaca una muestra arquitectónica importante del románico aragonés del siglo XII, la Iglesia de Nuestra Señora de la Purificación.